# مستقبل الأستيل كولين المسكاريني M4
مستقبل الأستيل كولين المسكاريني M4، والمعروف كذلك بالمستقبل الكوليني المسكاريني 4، هو مُستقبِل مسكاريني، يُشفِّره الجين البشري (CHRM4).

## الوظائف
المستقبلات المسكارينية [الإنجليزية] M4 هي مستقبلات مقترنة ببروتينات ج الثلاثية المتغايرة.
تعمل هذه المستقبلات على تثبيط الأستيل كولين ذاتيًّا بالجسم المخطط. تمتلك مستقبلات الأستيل كولين المسكارينية [الإنجليزية] تأثيرًا تنظيميًّا على النقل العصبي دوباميني الفعل.